# Гейлі Арсено
Гейлі Арсено (англ. Hayley Arceneaux; нар. 6 грудня 1991, Батон-Руж, штат Луїзіана) — асистент лікаря в лікарні Святого Юди в Мемфісі, штат Теннессі, астронавтка, член екіпажу приватної космічної місії SpaceX Inspiration4.

## Загальні відомості
Гейлі Арсено — співробітниця лікарні Святого Юди в Мемфісі (штат Теннессі), яка в дитинстві вилікувалась від раку кісток і присвятила себе лікуванню дітей, працюючи помічником лікаря в цьому дослідницькому лікувальному закладі.
Вона приєдналася до мільярдера Джареда Айзекмана у першому повністю цивільному приватному космічному польоті SpaceX Inspiration4, який розпочався 16 вересня 2021 року.
У віці 29 років Арсено стала наймолодшою американкою, яка побувала у космосі.
Під час польоту на неї покладені обов'язки головного медичного представника екіпажу. Стала першою каджункою, що побувала у космосі і першою людиною, яка відправилася у космос із протезом.
Народилась 1991 року в місті Батон-Руж (штат Луїзіана), а дитинство її пройшло в місті Сент-Френсісвілл в тому ж штаті.
В 10-річному віці у неї виявили ракову пухлину на лівій нозі. Вона перенесла хіміотерапію, операцію по заміні коліна в лікарні Святого Юди, де їй встановили титановий стрижень у лівій стегновій кістці, а також пройшла курс фізіотерапії. Цей досвід надихнув її уже в дорослому віці присвятити себе лікуванню дітей у тій же лікарні, де її врятували.

## Освіта
Гейлі Арсено закінчила Південно-Східний Університет Луїзіани в 2014 році, де отримала диплом з іспанської мови, щоб мати змогу спілкуватись з численними іспаномовними пацієнтами лікарні Святого Юди. Серед 14 однокурсників вона отримала відзнаку університету за видатні досягнення.
2016 року вона пройшла курс навчання на медичного асистента в медичному університеті «LSU Health Sciences Center New Orleans» в Новому Орлеані (штат Луїзіана), після чого певний час працювала в Службі швидкої допомоги лікарні «Our Lady of the Lake» в місті Батон-Руж.

## Родина
Батьки — Говард та Коллін Арсено.
Брат Гайден Арсено та його дружина — аерокосмічні інженери.

## Нагороди
- 2003 — Юні герої Луїзіани.[9]